# 盘果碱蓬
盘果碱蓬（学名：Suaeda heterophylla）为苋科碱蓬属的植物。分布于中亚、东欧以及中国大陆的甘肃、青海、新疆、西藏、宁夏等地，生长于海拔400米至3,100米的地区，一般生于戈壁、河滩以及湖边。